# For the Love of God (Lied)
For The Love of God ist ein instrumentales Stück aus dem Jahr 1990, das von Steve Vai komponiert wurde. Es befindet sich auf dem Album Passion and Warfare. For The Love of God wurde auf Rang 29 der 100 besten Gitarrensoli von Guitar World gewählt.
Das Solo beinhaltet technisch anspruchsvolle Techniken wie Whammy-Bar-Tricks und Two-Hand-Tapping.

## Versionen
Vai führte For The Love of God im Jahr 2007 mit dem Metropole Orchestra in den Niederlanden auf und erhielt für diese Version einen Grammy Award.
2009 führte er das Stück in Minneapolis in dem Konzert Where the Wild Things Are auf. Diese Version wurde als Titelmusik für das Videospiel Guitar Hero III: Legends of Rock verwendet.

## Auszeichnungen
- Grammy Award, 2009
- Guitar World – Best Rock Guitar Solo, 1990
- RAW – Best Selling Album, 1990